# Sawahjoho
Sawahjoho is een bestuurslaag in het regentschap Batang van de provincie Midden-Java, Indonesië. Sawahjoho telt 2761 inwoners (volkstelling 2010).